# Danielle Elisseeff
Danielle Elisseeff, née Poisle le 11 août 1938, est une historienne française spécialiste de la Chine. Son mari était Vadime Elisseeff (1918-2002).

## Biographie
Élève de l'École nationale des chartes et de l'École des Langues orientales, elle rédige une thèse intitulée La connaissance de la Chine en France au XVIIe siècle (1964), titulaire d'un doctorat du Centre de recherche sur l’Extrême-Orient, Danielle Elisseeff est membre statutaire du Centre d'études sur la Chine moderne et contemporaine de l'EHESS. Elle enseigne également jusqu'en 2010 à l'École du Louvre l'archéologie ainsi que les arts de la Chine et du Japon.
En 2004, Danielle Elisseeff écrit « Wang Mei-fang : Se souvenir des saveurs d'autrefois »  à l'occasion de l'Année de la Chine en France.
En 2006, elle est membre du comité scientifique de l'exposition « La Cina al Castello di Duino » en Italie, qui présente les collections d'Art chinois de Jean-Pierre Michel ; elle participe également au catalogue de l'exposition.
En mai 2011, elle réalise, dans le cadre de « La Chaire du Louvre », un cycle de conférences à l'auditorium du musée du Louvre sur le thème Hybrides chinois : la quête de tous les possibles.
Elle est membre correspondant (5e section) de l'Académie des sciences d'outre-mer.

## Publications
- Collections les grandes civilisations: La Civilisation japonaise, Danielle Elisseeff et Vadime Elisseeff, Arthaud, 1974, prix Charles Blanc de l’Académie française en 1975 ;
- Nicolas Fréret, Réflexions d’un humaniste du XVIIIe siècle sur la Chine, Collège de France, Institut des hautes études chinoises, 1978 ;
- La Civilisation de la Chine classique, Arthaud, 1979, prix Charles Blanc de l’Académie française en 1980 ;
- L'Art de l'ancien Japon, avec Vadime Elisséeff, Éditions Citadelle & Mazenod, 1980 ;
- Moi, Arcade, interprète chinois du Roi Soleil, Arthaud, 1985 ;
- Hideyoshi Bâtisseur du Japon moderne, Fayard 1986 ;
- La Femme au temps des Empereurs de Chine, Livre de poche, 1988 ;
- Chinese Influence in France, Sixteenth to Eighteenth Centuries, éditions Thomas H.C. Lee ;
- China and Europe, Images and Influences in the Sixteenth to Eighteenth Centuries, Hongkong, Presse universitaire chinoise, 1991;
- Les Dames du Soleil-Levant : Japonaises d'hier et d'aujourd'hui, 1992 ; réédition numérique FeniXX 2015
- Histoire de la Chine : les racines du présent, Éditions du Rocher, 1997 (collection : Le présent de l'histoire, 2003);
- La Civilisation de la Chine classique, avec Vadime Elisséeff, Arthaud, 1993 ;
- Histoire du Japon : entre Chine et Pacifique, Éditions du Rocher, 2001 ;
- Confucius : Des mots en action, Gallimard, coll. « Découvertes Gallimard / Religions » (no 440, 2003 ;
- Les arts de l'Extrême Orient, Presses Universitaires de France - PUF, Que sais-je ?, 2003
- Wang Mei-fang : Se souvenir des saveurs d'autrefois - Mairie de Saint-Tropez -  (ISBN 2-9522257-0-2) - 2004
- La Cina al Castello Di Duino - Danielle Elisseeff - François Thierry de Crussol - Jean-Pierre Michel - Edizioni Fenice Trieste - 2006
- XXe siècle : La grande mutation des femmes chinoises, Bleu de Chine, 2006.  (ISBN 978-2-84931-009-0) ;
- L'Art chinois, Éditions Larousse, 2007 ;
- Art et archéologie : la Chine, du Néolithique à la fin des Cinq dynasties (960 de notre ère), Paris, Édition École du Louvre-Réunion des Musées Nationaux, Collection Manuels de l'École du Louvre, 2008.  (ISBN 978-2-7118-5269-7) ;
- Cixi impératrice de Chine, Librairie académique Perrin, 2008 ;
- Dans la ville chinoise. Regards sur les mutations d'un empire, Collectif, Barcelone, Actar Publishers, 2008 ;
- Le Grand Livre des sciences et inventions chinoises[5], avec Jean-Michel Billioud et Emmanuel Cerisier, Bayard Jeunesse, 2009 ;
- Jardins japonais[6], Nouvelles éditions SCALA, 2010 ;
- Les arts de l’Extrême-Orient, 3e édition, Presses universitaires de France, 2010 ;
- Histoire de l'art : la Chine des Song (960) à la fin de l'Empire (1912), Édition École du Louvre-Réunion des Musées Nationaux, Collection Manuels de l'École du Louvre, 2010.  (ISBN 978-2-904187-28-5) ;
- Hybrides chinois : la quête de tous les possibles, Hazan, La Chaire du Louvre, 2011 ;
- L'art chinois, Larousse, Collection : Comprendre et reconnaître, 2013 ;
- (ja) 日本文明 Nihon bunmei (La civilisation japonaise), Vadime Elisseeff, Danielle Elisseeff et Yasuji Kirimura, Tankobon Hardcover, 2013 ;
- Pu Yi. Le Dernier Empereur de Chine[7], Perrin, 2014 ;
- Esthétiques du quotidien en Chine Trois Royaumes. , collectif sous la direction de Danielle Elisseeff, éditions du Regard, 2016
- La Chine au IIIe siècle, un monde en convulsion. Passés/Composés 2023.